# Jiří Jesenský
Jiří Jesenský, né le 27 septembre 1905 à Prague et mort fusillé le 24 octobre 1942 au camp de concentration de Mauthausen, est un docteur en médecine, escrimeur olympique et Résistant au nazisme tchèque.
Après une courte carrière sportive, l'invasion de la Tchécoslovaquie par l'Allemagne nazie scelle son destin. Il entre en Résistance, offre son aide à l'opération Anthropoid et le paie de sa vie, tout comme son épouse, son frère et l'épouse de ce dernier. 

## Biographie

### Une courte carrière sportive
Jiří Jesenský participe, en 1936, aux Jeux olympiques de Berlin. La compétition est organisée en poules successives de 6 ou 7 où seuls les quatre premiers passent au tour suivant. Il se sort du premier tour de poule après avoir dû disputer un tour supplémentaire de barrage contre le Chilien Tomás Goyoaga et le Suédois Ivar Tingdahl. Au second tour, il passe à nouveau in extremis en se classant quatrième. Au troisième tour de poule, qualifié de quart de finale, il n'obtient qu'une victoire contre le Norvégien Jens Frølich et finit sixième et dernier. Au total, il se classe à égalité avec les deux autres sixièmes de poule des quarts de finale, à la 22e place sur les 63 participants. Par équipes, la Tchécoslovaquie atteint le deuxième tour de poule, battant au premier le Danemark (13 victoires à 3) dans une rencontre où Jesenský gagne ses quatre matchs. Au tour suivant en revanche, il perd ses quatre matchs contre l'Autriche qui l'emporte par 12 à 4 et n'en gagne qu'un contre la Belgique, victorieuse par 11 à 5.
Plus tard, il fait partie de l'équipe de fleuret tchécoslovaque qui décroche le bronze aux championnats du monde d'escrime 1938 disputés en Tchécoslovaquie, derrière la France et l'Italie, tandis que plusieurs pays proches du Troisième Reich boycottent. Quelques mois plus tard, le Reich annexera la Région des Sudètes en préparation de l'invasion complète de la Tchécoslovaquie.

### Résistance, arrestation et exécution

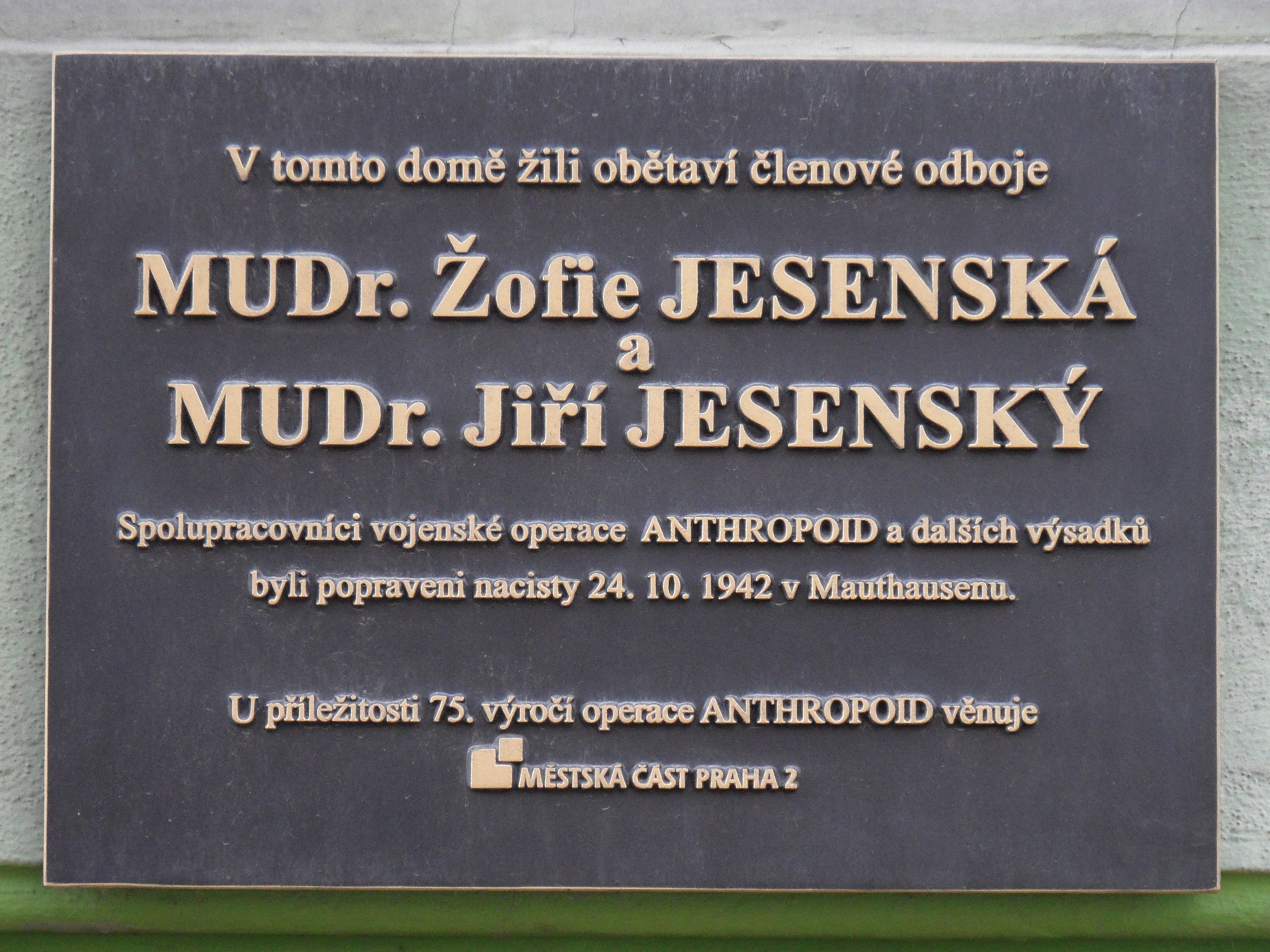
Plaque commémorative du 7, rue Resslova

L'Histoire déchire la Tchécoslovaquie et son équipe d'escrime : tandis que son coéquipier de 1938 Hervarth Frass von Friedenfeldt, Allemand des Sudètes, épouse complètement la cause de l'Allemagne nazie, abandonne sa nationalité tchécoslovaque, rejoint la SS et devient l'ami de Reinhard Heydrich, gouverneur du Protectorat de Bohême-Moravie et escrimeur lui-même, Jesenský opte pour la voie inverse, celle de la Résistance à l'occupant aux côtés de son épouse Žofie Jesenská. 
Il fait en particulier partie du réseau local de résistants qui s'agglomère autour de l'Opération Anthropoid et qui permettra le succès logistique de l'opération. Il rencontre Jozef Gabčík et Josef Valčík en avril 1942, fournit d'abord un transport sûr dans Prague à certains parachutistes de l'opération grâce à sa voiture personnelle puis, après la date de l'assassinat, le couple s'installe le 2 juin 1942 au 7 de la rue Resslova, face à la Cathédrale Saints-Cyrille-et-Méthode où sont cachés les exécuteurs de l'opération pour pouvoir leur apporter plus facilement soins et nourriture. Cette dernière période dure une quinzaine de jours : tout comme les membres directs de l'opération, leurs contacts et soutiens dans la Résistance tchécoslovaque sont trahis par Karel Čurda et les noms de Jiří, Žofie mais aussi ceux de son frère Jan et de sa belle-sœur Alžběta tombent entre les mains de la Gestapo. Jiří et Žofie sont arrêtés à quelques heures d'intervalle le 23 juin 1942, quelques jours après l'assaut contre la cathédrale qui vit la mort des sept Résistants qui s'y étaient réfugiés. Ils sont d'abord interrogés au Palais Petschek, puis emmenés à la forteresse de Terezin (Theresienstadt sous l'occupation) avant d'être déportés au camp de concentration de Mauthausen où ils sont exécutés successivement, Žofie à 10h12, Alžběta à 10h28, et les deux frères Jiří et Jan respectivement à 16h08 et 17h42. Tous les Résistants impliqués ont été exécutés le même jour.
Il reste aujourd'hui au 7 de la rue Resslova une plaque commémorative au nom de Jiří et Žofie. Le rez-de-chaussée est occupé par un pub, nommé avec à-propos Pub des parachutistes en souvenir des événements de 1942. Sur la cathédrale voisine, une autre plaque fait figurer leurs noms en compagnie de ceux des sept morts de l'assaut du 18 juin 1942.

## Palmarès
- Championnats du monde d'escrime
  -  Médaille de bronze par équipes aux championnats du monde d'escrime 1938 à Piešťany